# Isabella d'Este (duchessa di Parma)
Isabella d'Este (Modena, 3 ottobre 1635 – Colorno, 21 agosto 1666) fu duchessa di Parma, come seconda moglie del duca Ranuccio II Farnese.

## Biografia
Isabella nacque a Modena il 3 ottobre 1635; figlia di Francesco I d'Este, duca di Modena e Reggio e di Maria Farnese. La madre era figlia del duca di Parma e Piacenza Ranuccio I Farnese.
Dopo la morte della sua prima moglie Margherita Violante di Savoia nel 1663, Ranuccio II volle sposare la cugina Isabella, figlia della sorella del padre. Il matrimonio avvenne per procura nel 1663, combinato dal cardinale Rinaldo d'Este. I due si videro per la prima volta il 18 febbraio 1664, quando la donna giunse a Parma. Per l'occasione furono organizzate feste grandiose con spettacoli musicali. 
La nascita del figlio Odoardo fu fatale alla madre che, pochi giorni dopo, il 21 agosto 1666 morì di puerperio nella Reggia di Colorno.

## Discendenza
Ranuccio ed Isabella ebbero tre figli:
- Margherita Maria[1] (24 novembre 1664 - 17 giugno 1718), sposatasi il 14 luglio 1692 con Francesco II d'Este (1660-1694), duca di Modena e Reggio;
- Teresa (10 ottobre 1665),[1] suora;
- Odoardo II Farnese (12 agosto 1666-1693),[1] erede presuntivo del Ducato di Parma e Piacenza, morto prima del padre.

## Ascendenza
|                         |                    |                                 | Genitori                       |  |  | Nonni |  |  | Bisnonni      |  |  | Trisnonni      |  |
|                         |                    |                                 |                                |  |  |       |  |  | Cesare d'Este |  |  | Alfonso d'Este |  |
|                         |                    |                                 |                                |  |  |       |  |  | Cesare d'Este |  |  | Alfonso d'Este |  |
|                         |                    | Giulia Della Rovere             |                                |  |  |       |  |  | Cesare d'Este |  |  |                |  |
| Alfonso III d'Este      |                    |                                 |                                |  |  |       |  |  | Cesare d'Este |  |  |                |  |
|                         |                    | Virginia de' Medici             | Cosimo I de' Medici            |  |  |       |  |  |               |  |  |                |  |
|                         |                    | Virginia de' Medici             | Cosimo I de' Medici            |  |  |       |  |  |               |  |  |                |  |
|                         |                    | Virginia de' Medici             | Camilla Martelli               |  |  |       |  |  |               |  |  |                |  |
| Francesco I d'Este      |                    | Virginia de' Medici             |                                |  |  |       |  |  |               |  |  |                |  |
|                         |                    | Carlo Emanuele I di Savoia      | Emanuele Filiberto I di Savoia |  |  |       |  |  |               |  |  |                |  |
|                         |                    | Carlo Emanuele I di Savoia      | Emanuele Filiberto I di Savoia |  |  |       |  |  |               |  |  |                |  |
|                         |                    | Carlo Emanuele I di Savoia      | Margherita di Valois           |  |  |       |  |  |               |  |  |                |  |
| Isabella di Savoia      |                    | Carlo Emanuele I di Savoia      |                                |  |  |       |  |  |               |  |  |                |  |
|                         |                    | Caterina Michela d'Asburgo      | Filippo II di Spagna           |  |  |       |  |  |               |  |  |                |  |
|                         |                    | Caterina Michela d'Asburgo      | Filippo II di Spagna           |  |  |       |  |  |               |  |  |                |  |
|                         |                    | Caterina Michela d'Asburgo      | Elisabetta di Valois           |  |  |       |  |  |               |  |  |                |  |
| Isabella d'Este         |                    | Caterina Michela d'Asburgo      |                                |  |  |       |  |  |               |  |  |                |  |
|                         | Alessandro Farnese | Ottavio Farnese                 |                                |  |  |       |  |  |               |  |  |                |  |
|                         | Alessandro Farnese | Ottavio Farnese                 |                                |  |  |       |  |  |               |  |  |                |  |
|                         | Alessandro Farnese | Margherita d'Austria            |                                |  |  |       |  |  |               |  |  |                |  |
| Ranuccio I Farnese      | Alessandro Farnese |                                 |                                |  |  |       |  |  |               |  |  |                |  |
|                         |                    | Maria d'Aviz                    | Eduardo d'Aviz                 |  |  |       |  |  |               |  |  |                |  |
|                         |                    | Maria d'Aviz                    | Eduardo d'Aviz                 |  |  |       |  |  |               |  |  |                |  |
|                         |                    | Maria d'Aviz                    | Isabella di Braganza           |  |  |       |  |  |               |  |  |                |  |
| Maria Farnese           |                    | Maria d'Aviz                    |                                |  |  |       |  |  |               |  |  |                |  |
|                         |                    | Giovanni Francesco Aldobrandini | Giorgio Aldobrandini           |  |  |       |  |  |               |  |  |                |  |
|                         |                    | Giovanni Francesco Aldobrandini | Giorgio Aldobrandini           |  |  |       |  |  |               |  |  |                |  |
|                         |                    | Giovanni Francesco Aldobrandini | Margherita Del Corno           |  |  |       |  |  |               |  |  |                |  |
| Margherita Aldobrandini |                    | Giovanni Francesco Aldobrandini |                                |  |  |       |  |  |               |  |  |                |  |
|                         |                    | Olimpia Aldobrandini            | Pietro Aldobrandini            |  |  |       |  |  |               |  |  |                |  |
|                         |                    | Olimpia Aldobrandini            | Pietro Aldobrandini            |  |  |       |  |  |               |  |  |                |  |
|                         |                    | Olimpia Aldobrandini            | Flaminia Ferracci              |  |  |       |  |  |               |  |  |                |  |
|                         |                    | Olimpia Aldobrandini            |                                |  |  |       |  |  |               |  |  |                |  |